# Université d'État de Mingatchevir
L'université d'État de Mingatchevir est un établissement d'enseignement supérieur publique située à Mingəçevir, en Azerbaïdjan.

## Histoire
L'université d'État de Mingatchevir a été fondée en 2015. En 1991, l'Université a été créée en tant que branche de l'Université d'État du pétrole et de l'industrie d'Azerbaïdjan.

## Facultés
- Economie et gestion
- Ingénierie
- Technologies de l'information[3]